# عصفور في ليلة مطر (ألبوم)
عصفور في ليلة مطر هو الألبوم الأول للمطربة المصرية حنان ماضي، تم إنتاج الألبوم عام 1989 وقد أنتجه لها زوجها الموسيقار ياسر عبد الرحمن، الألبوم مكون من 8 أغنيات.

## الأغاني
1. بلد المحبوب
2. تاني تاني
3. روحي وروحك
4. سهر سهر
5. عصفور في ليل المطر
6. لما الكون بينام
7. هنغني الليلة
8. وانت بعيد